# Rushen Abbey

Wappen der Abtei Rushen

Rushen Abbey ist eine ehemalige Zisterzienserkloster auf der Isle of Man, einem Kronbesitz (crown dependency) in der Irischen See. Das Kloster liegt im Dorf Ballasalla, rund 3 km vom Castle Rushen.

## Geschichte
Das von König Olaf I. von Man wohl an der Stelle einer älteren Kirche oder eines älteren Klosters gestiftete und im Jahr 1134 errichtete Kloster wurde im Jahr 1147 als Tochter von Furness Abbey in den Zisterzienserorden aufgenommen. Mit dem Kloster Savigny im französischen Département Manche, dessen Kongregation es angehörte, gehörte es zur Filiation der Primarabtei Clairvaux. Das Kirchenschiff kann vor einer Neuweihe 1257 umgebaut worden sein. 1316 wurde das Kloster durch irische Piraten erheblich in Mitleidenschaft gezogen und erhielt anschließend einen Verteidigungsturm über dem nördlichen Querhaus. Im Jahr 1540 endete die Abtei, die an den Earl of Derby verliehen wurde. Seit 1998 steht das Kloster im Eigentum von Manx National Heritage. Das Centre for Manx Sudies der Universität Liverpool führt in Rushen wie zuvor die Fakultät für Archäologie der Universität York Ausgrabungen durch.

## Anlage und Bauten
Von der Anlage sind noch der Turm, der Durchgang südlich des Südquerhauses (möglicherweise die Sakristei) und Mauern im Südosten vorhanden. Die übrigen Gebäude sind neueren Datums.